# Lothar Hermann
Pour les articles homonymes, voir Hermann.
Lothar Hermann (né en 1901 à Quirnbach, mort en juillet 1974 à Coronel Suarez, Argentine) est un Juif allemand qui retrouva la trace d'Adolf Eichmann à Buenos Aires.

## Biographie
Fils de Maximilian Hermann et Sophie Hahn,,, il a été déporté au camp de concentration de Dachau. Il émigre en Argentine en 1938 avec sa famille. Sa fille Sylvia entretient alors une relation avec Klaus, fils aîné d'Adolf Eichmann. Malgré sa cécité, il prévient Fritz Bauer qui informe les autorités israéliennes. Le Mossad élabore ensuite un plan d'enlèvement.

## Filmographie
- 2018 : Operation Finale de Chris Weitz, joué par Peter Strauss